# Tauroursodezoksiholinska kiselina
Tauroursodezoksiholinska kiselina (TUDCA) je ambifilna žučna kiselina. Ona je taurinska konjugatna forma ursodezoksiholinske kiseline (UDCA).  TUDCA je kod čoveka prisutan u tragovima. Medvedi sadrže velike količine TUDCA u njihovoj žuči; UDCA i konjugati sačinjavaju oko 47% žuči kod američkog crnog medveda i do 76% kod azijskih medveda. TUDCA je korišćena u drevnim azijskim farmakopejama jer se smatralo da ima blagotvorno dejstvo. UDCA se proizvodi u nekoliko zemalja radi lečenja žučnog kamena i ciroze jetre. FDA nije odobrila primenu tauroursodezoksiholinske kiseline, dok je UDCA odobrena za lečenje primarne bilijarne ciroze..